# Avenida Bolívar (Armenia)
La Avenida Bolívar o Carrera 14 es una vía arteria que recorre 4,5 kilómetros en sentido centro-norte la ciudad de Armenia, Colombia . Junto con el sector del centro, es una de las zonas más relevantes para el comercio y la economía del área metropolitana.

## Trazado
La Carrera 14 inicia su recorrido en el sureste de Armenia como una pequeña vía de un solo carril que va de sur a norte. Al llegar a la Calle 21, su tramo vial se convierte en la zona peatonal denominada Centro Comercial Cielos Abiertos, que se extiende desde la Plaza de Bolívar hasta el Parque Sucre, entre las calles 21 y 12. Tres cuadras más adelante, en la Calle 9, la carrera se transforma en avenida y continúa hacia el norte, hasta el límite urbano de Armenia, donde se conecta con el Tramo 02 de la Autopista del Café.
A la altura de la Calle 2, la vía se eleva sobre la Avenida Las Palmas, cerca del Centro Comercial Bolívar y a aproximadamente 50 metros del Parque de Los Fundadores. Las calles 10 Norte y 19 Norte ofrecen conexiones importantes hacia la Avenida 19 de Enero, mientras que la Avenida 19 Norte y la Avenida 26 Norte sirven como conexiones clave hacia la Avenida Centenario. A lo largo de la Avenida Bolívar, se encuentran restaurantes, bancos, hoteles, tiendas, centros comerciales, instituciones educativas, centros médicos, universidades, conjuntos residenciales y concesionarios, lo que convierte este tramo en un eje esencial para la vida urbana de la ciudad.

## Sitios relevantes en la vía
- Universidad La Gran Colombia.[1]
- Centro comercial Unicentro.
- Centro comercial Bolívar.

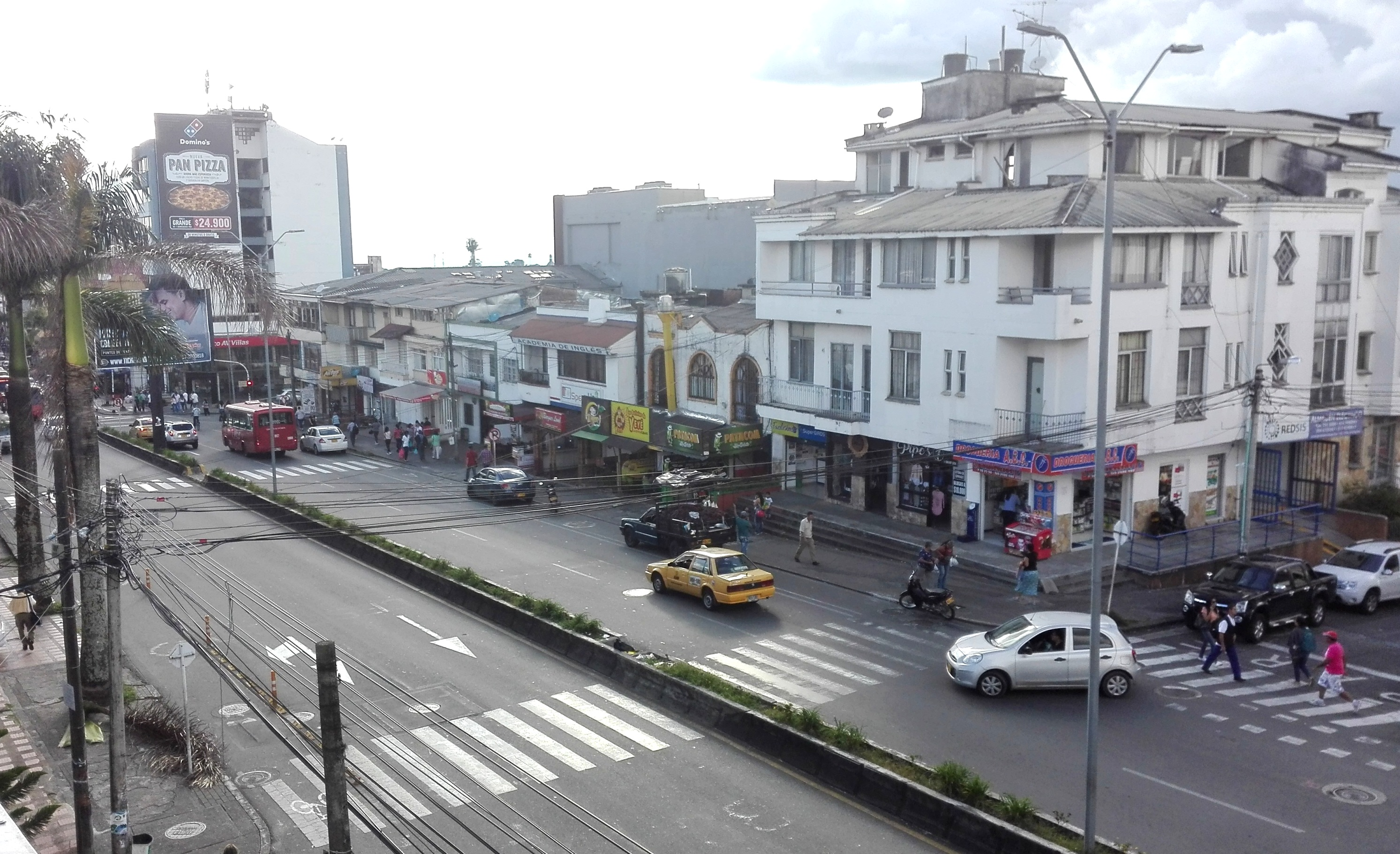
Avenida Bolívar con calle 8.

- Corporación Universitaria Empresarial Alexander von Humboldt.[2]
- Parque de Los Fundadores.
- Parque de la Vida.
- Hotel Armenia.
- Centro comercial y hotel Mocawa.[3]
- Hospital Departamental Universitario del Quindío San Juan de Dios.[4]
- Centro comercial Portal del Quindío.[5]
- Octava brigada del ejército nacional.
- Barranquismo Alegoría al agua.
- Subestación eléctrica Regivit.
- Museo del Oro Quimbaya.